# Courbouzon (Jura)
Courbouzon é uma comuna francesa na região administrativa de Borgonha-Franco-Condado, no departamento de Jura. Estende-se por uma área de 3,35 km². Em 2010 a comuna tinha 607 habitantes (densidade: 181,2 hab./km²).